# Jean-Pierre Calloc'h
Yann-Ber Kalloc'h (Jean-Pierre Calloc'h en francès) fou un escriptor en bretó. Nasqué el 21 de juliol de 1888 a l'illa de Groix i mort en combat el 10 d'abril de 1917 a Urvillers (Aisne) en els combats per la defensa de Verdun.
Fill d'un pescador humil, restà orfe el 1902 i va estudiar un temps al seminari de Sainte-Anne-d'Auray el 1900 i al de Gwened el 1905, però ho deixà per poder cuidar dels seus germans malalts. Participà en el Gorsedd bretó amb el sobrenom de Bleimor (Llop de mar). Va compondre nombrosos poemes místics i cristians, la majoria al front de batalla.

## Obres
- Mem bro (1900)
- Mor du (1900)
- Plaintes (febrer 1902)
- L'orphelin de la côte (febrer 1902)
- La dernière parole de Jésus (març 1902)
- Ker-Is (avril 1902)
- Les filles de Groix (1902)
- Ar mor (1902)
- La légende de Sainte Catherine (25 de novembre 1904)
- Le prêtre (1904)
- Barde et prêtre (1904)
- Au son de la harpe (1904)
- Hirvoud (1905)
- Dihunamb ! (1905)
- Sant Eugen (12 de juliol 1905)
- Huneeh (1905)
- Kan-Bale er chouanted (1905)
- Au grand outrage (10 de març 1906)
- Mon île adorée (1906)
- Er flamanked (1906)
- En neu veuer (1906)
- Gourhemen a houil mat (13 de juliol 1907)
- Kenevo soudard Breih (1907)
- Complainte de M.Noël (1907)
- Gouil mat ! (15 août 1907)
- Nendeleg en harlu (1907)
- Er voraerion (1908)
- Merhed Groai (1908)
- Pardonet d'emb hun Offanseu (1909)
- En eutreu Uzel, person Groé (1695-1717) (1909)
- Étude sur la Boussole Bretonne (1910)
- Au barde-rieur (1911)
- Les tueurs du Breton (1911)
- Ar en deulin (1913, publicat després de la guerra)
- Les Pêcheurs Bretons en Mauritanie
- Les P'tits Poilus de 1915 (1915)